# Euryphlepsia papuaensis
Euryphlepsia papuaensis är en insektsart som beskrevs av Frederick Arthur Godfrey Muir 1922. Euryphlepsia papuaensis ingår i släktet Euryphlepsia och familjen kilstritar.
Artens utbredningsområde är Papua Nya Guinea. Inga underarter finns listade i Catalogue of Life.